# Багамско-мексиканские отношения
Багамско-мексиканские отношения — двусторонние дипломатические отношения между Багамскими Островами и Мексикой. Государства являются членами Ассоциации карибских государств, Сообщества латиноамериканских и карибских государств, Организации американских государств и Организации Объединённых Наций.

## История
Багамские Острова и Мексика установили дипломатические отношения 24 января 1974 года. Отношения между государствами носят ограниченный характер и в основном контакты происходят на многосторонних форумах. В мае 1992 года министр иностранных дел Мексики Фернандо Солана посетил Багамские Острова для участия в Генеральной ассамблее Организации американских государств. В июле 2001 года президент Мексики Висенте Фокс посетил Нассау для участия в саммите Карибского сообщества. В 2002 году премьер-министр Багамских Островов Хьюберт Ингрэм посетил Мексику для участия в Монтеррейском консенсусе в городе Монтеррей.
В апреле 2014 года премьер-министр Багамских Островов Перри Кристи посетил Мериду для участия в саммите Карибского сообщества, где встретился с президентом Мексики Энрике Пенья Ньето и обсудил стремление к развитию отношений между государствами, учитывая их связи с Карибским регионом и продолжающееся партнерство как в двустороннем, так и в многостороннем контексте.
В июне 2017 года министр иностранных дел Багамских Островов Даррен Хенфилд посетил Канкун, чтобы принять участие в Генеральной ассамблее Организации американских государств.
В 2024 году государства отметили 50-летие дипломатических отношений.

## Визиты на высоком уровне
С Багамских островов в Мексику:

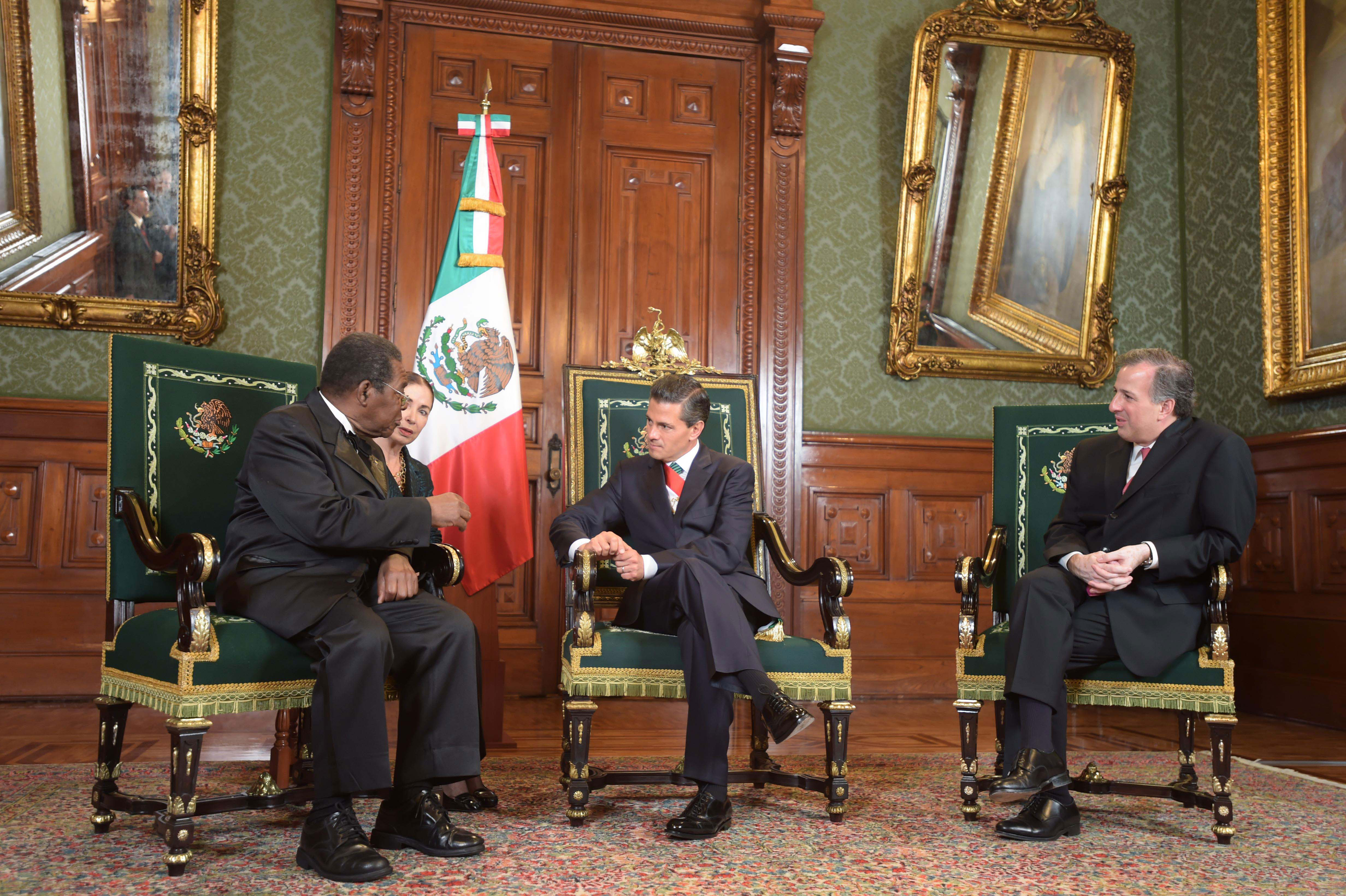
Посол Багамских Островов Юджин Глинвуд Ньюри на встрече с президентом Мексики Энрике Пенья Ньето в Мехико в июне 2015 года

- Премьер-министр Хьюберт Ингрэм (2002 год)
- Министр охраны окружающей среды Эрл Дево (2010 год)
- Премьер-министр Перри Кристи (2014 год)
- Министр иностранных дел Даррен Хенфилд (2017 год)

Из Мексики на Багамские острова:
- Министр иностранных дел Фернандо Солана (1992 год)
- Президент Висенте Фокс (2001 год)

## Двусторонние соглашения
Между государствами подписано несколько двусторонних соглашений, таких как: Соглашение о научно-техническом сотрудничестве (1992 год), Соглашение об обмене информацией по налоговым вопросам (2010 год) и Соглашение об отмене виз для владельцев обычных паспортов (2010 год). Ежегодно правительство Мексики предлагает стипендии гражданам Багамских Островов для обучения в аспирантуре высших учебных заведений.

## Торговля
В 2023 году объём товарооборота составил сумму 53 миллиона долларов США. Экспорт Багамских Островов в Мексику: нефть и металлолом. Экспорт Мексики на Багамские Острова: автомобили, алкоголь, холодильники, цемент и химическая продукция. Мексиканская многонациональная компания Cemex представлены на Багамских Островах.

## Дипломатические представительства
- Интересы Багамских Островов в Мексике представлены через посольство в Вашингтоне, США[12].
- Интересы Мексики на Багамских Островах представлены через посольство в Кингстоне (Ямайка), а также имеется почётное консульство в Нассау[12].